# Lecanodiaspis elongata
Lecanodiaspis elongata är en insektsart som först beskrevs av Ferris 1950.  Lecanodiaspis elongata ingår i släktet Lecanodiaspis och familjen Lecanodiaspididae. Inga underarter finns listade i Catalogue of Life.